# Loka, Borovlje
Loka (nemško Laak) je naselje v Občini Borovlje v Okraju Celovec-dežela na Koroškem v Avstriji.